# Barrage de Suorva
Le barrage de Suorva (Suorvadammen) est un barrage situé sur le cours du Stora Luleälven, à cheval entre les communes de Jokkmokk et Gällivare dans le comté de Norrbotten, en Suède. Ce barrage est en réalité trois barrages, formant le vaste réservoir Akkajaure, servant à réguler le débit du fleuve et à alimenter la centrale hydroélectrique de Vietas.
Le barrage est situé dans une zone qui faisait initialement partie du parc national de Stora Sjöfallet, établi en 1909. Cependant, la compagnie publique Vattenfall souhaitait construire un barrage afin de réguler le débit du fleuve en amont de la centrale hydroélectrique de Porjus, mise en service en 1914. L'Académie royale des sciences de Suède, chargée de la protection du parc national, expliqua clairement que le barrage aurait un effect très négatif, faisant en particulier disparaître le réseau de lacs de la vallée qui était l'une des principales richesses du parc. Cependant, l'académie ne s'opposa pas au projet, demandant seulement que les travaux respectent la nature autant que possible, et en 1919, le parlement retira 120 km2 du parc pour permettre la construction du barrage. Les travaux commencent l'année même et le barrage est terminé en 1923. Il s'agissait alors de deux barrages voûte d'une hauteur de 11 m et de longueur 220 m et 168 m.
Par la suite, les barrages sont surélevés à deux reprises, en 1937-41, avec additionnellement en 1942-44 la construction du troisième barrage et enfin en 1966-72. Lors de cette dernière phase, la centrale souterraine de Vietas est construite, ce qui détourne tout le débit du fleuve dans des canalisations souterraine et assèche totalement la chute d'eau de Stora Sjöfallet, qui était la principale attraction du parc national et l'une des plus grandes chutes de Suède. Finalement, le barrage est composé du barrage est, d'une longueur de 750 m et d'une hauteur de 50 m, du barrage ouest, d'une longueur de 450 m pour 67 m de haut, et enfin le barrage de Sågvik, ajouté en 1942 et d'une longue de 330 m pour 23 m de haut.